# Joseph Fay (Politiker)
Joseph Fay (* 11. September 1753 in Hardwick, Province of Massachusetts Bay; † 26. Oktober 1803 in New York, New York) war ein US-amerikanischer Politiker, Colonel der Miliz und Geschäftsmann, der von 1778 bis 1781 Secretary of State von Vermont war.

## Leben
Joseph Fay wurde als Sohn von Capitain Stephen Fay und Ruth Child 1753 in Hardwick, Massachusetts, geboren. Die Familie zog 1766 nach Bennington, Vermont. Sein Vater war ein Anführer der Green Mountain Boys und betrieb in Bennington die Catamount Tavern, ein Stützpunkt für die radikalen politischen Aktionen, die zur Unabhängigkeit der Vermont Republic und dem späteren Beitritt in die Union führten.
Er war Secretary des Council of Safety von 1777 bis 1778 und des Council of State von 1778 bis 1784, zudem Secretary of State von 1778 bis 1781. In den Jahren 1781 und 1782 führte er gemeinsam mit Ira Allen die Verhandlungen mit der Britischen Krone zum Gefangenenaustausch in Skenesborough. Ebenso wie die Verhandlungen mit General Frederick Haldimand, durch welche die Operationen der Gegenseite gelähmt wurden und die Nordgrenze gegen Invasionen während der letzten drei Jahre im Siebenjährigen Krieg in Nordamerika geschützt wurde. Fay diente im zweiten Regiment der Miliz von Vermont zuletzt im Rang eines Colonels. Er nahm gemeinsam mit seinem Vater und vier seiner sechs Brüder an der Schlacht von Bennington teil. Sein ältester Bruder John war der erste Gefallene in dieser Schlacht.
Das Postamt von Bennington befand sich in seinem Haus. Als im Jahr 1791 Thomas Jefferson und James Madison auf einer Rundreise durch den Süden kamen, trafen sie dort auch Joseph Fay.
Im Jahr 1794 zog er nach New York City, wo er als Kaufmann arbeitete. Dort war er auch Mitglied der Presbyterianischen Kirche.
Joseph Fay war in erster Ehe mit Margaret Dewey verheiratet. Dieser Ehe entstammten sechs Kinder. In zweiter Ehe war er mit Elizabeth Betsey Broom verheiratet, dieser Ehe entstammten drei Söhne und eine Tochter. Betsey Fay starb ein Jahr nach ihrem Mann, zu diesem Zeitpunkt war das jüngste Kind erst ein Jahr alt.
Joseph Fay starb zwischen dem 20. und 26. Oktober 1803 in New York an Gelbfieber. In den Aufzeichnungen der Kirchengemeinde wird der 26. Oktober als Sterbetag genannt. Es ist nicht bekannt, wo sich sein Grab befindet.